# Paectes albescens
Paectes albescens är en fjärilsart som beskrevs av George Francis Hampson 1912. Paectes albescens ingår i släktet Paectes och familjen nattflyn. Inga underarter finns listade i Catalogue of Life.